# Svanština
Svanština (svansky: ლუშნუ ნინ, lušnu nin; gruzínsky: სვანური ენა svanuri ena) je jazyk ze skupiny jihokavkazských jazyků, kterým mluví přibližně 30 000 rodilých mluvčích svanského etnika, především v historickém regionu Svanetie v Gruzii. Organizace UNESCO řadí svanštinu mezi silně ohrožené jazyky.

## Klasifikace
Svanština patří do rodiny jihokavkazských jazyků, zahrnující dále gruzínštinu, megrelštinu a lazštinu. Od těchto jazyků se svanština oddělila nejdříve, podle lingvistických odhadů již ve druhém tisíciletí př. n. l. nebo dříve.

## Rozšíření
Svanštinu používá svanské obyvatelstvo v Horní Svanetii (15 000 mluvčích), Dolní Svanetii (12 000 mluvčích) a v údolí Kodori (2 500 mluvčích). Vzhledem k izolovanosti horských údolí a neexistenci oficiálního statusu a regulátora jazyka se jazyk člení na značné množství jednotlivých dialektů. Těmi jsou:
- Horní Bal: Ušgul, Kala, Ipar, Mulach, Mestija, Lenzer, Latal.
- Dolní Bal: Bečo, Cchumar, Ecer, Par, Čubech, Lacham.
- Lašch.
- Lentech: Cheled, Chopur, Rcchmelur, Čolur.

## Příklady

### Číslovky
| Svansky | Transliterace | Česky |
| ეშხუ    | ešxu          | jeden |
| ჲორი    | yori          | dva   |
| სემი    | semi          | tři   |
| ოშთხჳ   | oštxw         | čtyři |
| ჳოხუშდ  | woxušd        | pět   |
| უსგჳა   | usgwa         | šest  |
| იშგჳიდ  | išgwid        | sedm  |
| არა     | ara           | osm   |
| ჩხარა   | čxara         | devět |
| ეშდ     | ešd           | deset |